# Fist of Zen
Fist of Zen (también conocido como Las locuras del Zen) es un programa de concursos de telerrealidad transmitido por MTV. Está basado en la secuencia La biblioteca silenciosa de la serie cómica japonesa Downtown no Gaki no Tsukai ya Arahende!!.
- País:Reino Unido

## Argumento
El programa serio es un concurso televisivo puro, en el que participan cinco personas (por lo general, hombres británicos de entre 20 y 30 años de edad y siempre se les añade la terminación -san a sus nombres) bajo la supervisión del maestro Zen, interpretado por el actor Peter Law, que asigna los rituales que deben cumplir para llegar supuestamente a la iluminación Zen; no hay diálogos entre los participantes.
El programa se compone de nueve rituales, cada uno de los cuales supone a la víctima algún tipo de dolor o malestar, y debe completarse en silencio, y a veces en un período determinado de tiempo.
Cada ritual es presentado por primera vez por su nombre, que más o menos describe la tarea a realizar, y cómo muchas veces y/o en qué período. 
Los participantes luego aparecen sentados en una mesa. Ellos deben meter su mano en una caja de cartón puesta en el centro de la mesa, y sacar una bola de ella. En la caja hay cuatro bolas rojas y una negra. El que recibe la pelota negra, se considera el que va a tener el ritual. 
Tras la finalización de cada ritual, el maestro Zen, que supuestamente sigue a los participantes en su progreso a través de la llamada "fuente mágica de Ling Wee", aparece y dice comentarios a los participantes sobre su rendimiento, ya sea animándolos para que tengan éxito o insultándolos por su fracaso, a menudo haciendo comentarios crudos, comparándolos a las niñas o bebés y llamándolos cretinos.
Cada ritual transcurrido inglés acumula 100 libras esterlinas en una llamada "olla" o "pozo". 
Después de haber pasado por los nueve rituales, los "occidentales" se presentan con el "1 minuto de tortura". En esta prueba final, tienen que completar algunas tareas estando en calzoncillos, mientras que sus penes (los llamados "Serpientes") están siendo tirados (supuestamente por el maestro Zen), con una cadena que ha sido vinculada a ellos. Por lo menos en una ocasión, una mujer era parte del grupo de occidentales, por lo que en el desafío final, fue reemplazado a dos cadenas en sus pezones. 
La tarea a realizar puede ser una de las tres:
- El uso de palillos, cada uno de ellos debe poner un huevo de un cuenco en una taza pequeña. En esta prueba, los que terminan poniendo sus propios huevos en los vasos, parece que se les permitiera ayudar a los demás con las suyas.
- Cascos con un embudo y una pelota colgando de una cuerda, ellos moviendo la cabeza deben conseguir poner la bola en el citado embudo.
- Pasando pelotas de tenis de mesa con la boca y echarlas en un tubo hasta completarlo.
- Con cucharas en la boca, deben pasar limones de uno a otro, entre a ellos, a fin de obtener uno (a veces dos) los limones en un tazón al final de la línea.

En caso de tener éxito en el desafío definitivo, ganan todo el dinero acumulado, mientras que si no, pierden todo.

## Palabras de iluminación Zen
Cada tres rituales, los muchachos buscan al maestro Zen para pedir su asesoramiento. En ese momento, el maestro Zen muestra el supuesto profundo asesoramiento para alcanzar la iluminación, que suele ser algo totalmente al azar y sin sentido. Los participantes se muestran a continuación, para darle las gracias por sus palabras. 
Además, al final del espectáculo, el maestro Zen da algunas palabras finales, en las cuales después de que habla en chino en todo el programa, se revela que también habla inglés (algo que no hace durante todo el show), y pasa a estar en una pantalla de croma, con todos los antecedentes de ser un montaje.